# Мотовилово (Оренбургская область)
Мотови́лово — деревня в Бузулукском районе Оренбургской области России. Входит в муниципального образования сельского поселения Троицкий сельсовет.

## География
Расположена на правой стороне реки Кондузлы в 45 км от города Бузулук, в 3 км от трассы Бузулук—Бугуруслан.

## История
Основана в конце 40-х годов XVIII века офицером Оренбургского полка, поручиком Иваном Петровичем Толстовым. Деревня стоит на развилке, образованной рекой Кондузлой, перед впадением в Боровку. Один рукав направлен в сторону Преображенки, второй — в сторону села Озерье. На местности и на географической карте 2 рукава реки напоминают «мотовило», палку с развилкой на конце (колодку и рожки), используемую крестьянками для намота пряжи с веретена. От этого сходства и названо село.